# Buenaventura Seoane
Buenaventura Seoane Heredia (Lima, 14 de agosto de 1808 - ibídem, 15 de mayo de 1870) fue un periodista y diplomático peruano.

## Biografía
Hijo de Alonso Seoane y María Heredia, a temprana edad fue incorporado como soldado del ejército patriota por medio de una leva. Posteriormente cayó preso de los realistas, con quienes de soldado fue ascendiendo sucesivamente a cabo, sargento y alférez. Con esta última graduación formó parte de los capitulados de los castillos del Callao. 
Como capitulado, volvió a ser incorporado al ejército peruano en el rango de soldado raso, trasladándose a Cajamarca. En ese lugar el coronel Jiménez lo hizo su secretario y lo ascendió a sargento. Permaneció en la carrera militar hasta el año de 1830, estudiando a continuación el derecho. En julio de 1835 se recibió de abogado. 
Incursionó en el periodismo, editando La Mulata, desde donde atacó mordazmente a la Confederación Perú-Boliviana y a sus adalides (1837). Dicha publicación solo sacó tres números. Desterrado a Chile, retornó en filas de la Segunda Expedición Restauradora. 
Instaurado el gobierno del mariscal Agustín Gamarra, en plena guerra de los restauradores contra los confederados, apoyó a dicho gobierno a través de El Periodiquito, del cual salieron once números, en 1838. Fue nombrado prefecto de Amazonas (1839), pero poco después volvió a Lima para ocupar el cargo de oficial mayor del Ministerio de Gobierno y Relaciones Exteriores. Fue también nombrado director del diario oficial El Peruano. 
Durante el gobierno dictatorial del general Manuel Ignacio de Vivanco editó el diario opositor El Miércoles de Ceniza, "periódico quemante, apretante y tirante", del que solo salieron tres números, en marzo de 1843. 
Restaurada la constitucionalidad, colaboró en El Correo Peruano (1845-1846), haciéndose famoso por sus penetrantes artículos que firmó con el pseudónimo de Fray Gerundio. También colaboró en el diario El Comercio.
Fue elegido senador por Lima (1853), consejero de Estado suplente (1850-1851), senador por Santa (1858-1859) y vicepresidente del Senado.
En 1859, bajo el segundo gobierno de Ramón Castilla, fue acreditado como ministro plenipotenciario en Colombia, con la misión de impedir que este país interviniera en apoyo de Ecuador durante la guerra peruano-ecuatoriana iniciada en 1858. Logrado su objetivo, pasó con igual cargo a Brasil (1860), luego a Argentina (1861-1862), y nuevamente a Brasil (1863-1866). 
De retorno al Perú, su interés filantrópico lo llevó a fundar, junto con un grupo de  personas ilustradas, la Sociedad Amiga de los Indios (1866).

## Descendencia
Fue padre de Guillermo Alejandro Seoane Avellafuertes (1848-1924) diplomático, jurista y catedrático universitario, ministro de Justicia en 1889. Y abuelo de Manuel Seoane Corrales (1900-1963), periodista y político, dirigente del partido aprista; y de Edgardo Seoane Corrales (1903-1978), ingeniero agrónomo y político acciopopulista, vicepresidente de la República de 1963 a 1968 y presidente del Consejo de Ministros en 1967.